# Al Iraqia
Al Iraqia è un'emittente televisiva satellitare e terrestre pubblica trasmessa in Iraq, istituita dopo la caduta di Saddam Hussein come presidente del Paese. La sua copertura raggiunge circa l'85% della popolazione irachena.
Nel 2010, il giornalista Riyad Assaray, che lavorava per questo canale, è stato ucciso mentre si stava recando sul luogo di lavoro.